# Hans Nikolaj Hansen
|  | Ikke at forveksle med Hans Nicolai Hansen |
Hans Nikolaj Hansen (ved dåben: Nicolay) (15. maj 1853 i København – 14. marts 1923 på Frederiksberg) var en dansk maler og tegner.
Faren, C.J.A. Hansen, var vinhandler; moderen hed Sophie født Andrup. Efter at være blevet student i 1872 fra Borgerdydskolen på Christianshavn fulgte han sin allerede fra drengeårene udprægede lyst og gik som elev ind på Kunstakademiet, hvorfra han fik afgang i 1877. Det følgende år udstillede han sit første historiske billede, Uden for Sigbrits Port, hvorefter han tog til Paris og uddannede sig videre under Léon Bonnat. Frugten af dette studium blev også kendelig i hans påfølgende produktion som f.eks. i det talentfulde og dygtige Fra en Kirkegaard, efter et motiv fra St.St. Blichers noveller. I sine Kvinder paa Heden, Frokost, En gammel Gjæstgivergaard slog han ind på nye opgaver, indtil han i 1883 atter vendte tilbage til historiemaleriet med Bondedommen, et i malerisk henseende tørt, men i historisk stemning og kolorit interessant arbejde. Efter et længere ophold i Rom malede han ved sin hjemkomst et dygtigt portræt af sin hustru (1886), derefter Syge ved St. Helenæ Grav (1887) og mange andre billeder. Hans kunst udmærker sig ved originalitet og opfindsomhed; han har megen historisk sans, er ikke uden lune og formår – ofte på overraskende måde – at skildre fjerne tiders karakter og ånd. Derimod viser der sig undertiden usikkerhed i hans maleriske behandling. Størst anseelse har H.N. Hansen vundet som illustrator og tegner (Gaffelen af Johan Herman Wessel, Peder Paars og St. Hansaften-Spil), her hæver han sig ofte til det betydelige, og her står han fuldrustet, klar og moden. Hans illustrationer til Aladdin er svagere, uden tvivl fordi hans fantasi her savner et fast udgangspunkt på historisk grund.
Han ægtede i efteråret 1883 Ida Theodora Frederikke Rasmussen, datter af bandagist Ant. Rasmussen og Sophie født Wald. Efter deres skilsmisse blev hun i 1901 gift med skoleleder Emil Slomann.
Efter skilsmissen kunne Hans Nikolaj Hansen i 1900 gifte sig med Ella Ruben datter af etatsråd Bernhard Ruben og Ida Susanne Ruben. De flyttede til landstedet Christinelund på Præstø (jf. parrets søn Bernt Hjejle (1901-1994): Gensyn med min barndoms verden, Gad 1991, side 35). Det mest kendte maleri er genforeningsmaleriet fra 1921: Christian X rider over Grænsen (eller Kongens Ridt over den gamle Grænse), som hænger på Det Nationalhistoriske Museum på Frederiksborg Slot.
Hansen blev medlem af Akademiets Plenarforsamling 1910 (Årsmedaljerne 1903 og 1910 for raderinger) og af Akademiraadet 1915. 1909 valgtes han til formand for Grafisk Kunstnersamfund. 1916 blev han Ridder af Dannebrog.
Han er begravet på Asminderød Kirkegård. Der findes malerier af M. Therkildsen fra ungdommen (familieeje). Studie af Willy Gretor. Malede selvportrætter bl.a. hos udstillingskomiteen på Charlottenborg samt 1896 (Vision), 1902, 1903 (familieeje) og 1912. Portrætteret som selvportræt på Genforeningsbilledet 1921 (Frederiksborgmuseet) og af P.S. Krøyer på En Duet 1887 (Statens Museum for Kunst) og på Musik i Atelieret 1886 (Nasjonalgalleriet, Oslo) samt af Erik Henningsen på farvelagt tegning, Bogstaveligheden (Frederiksborgmuseet). Raderede selvportrætter 1897, 1898, 1899, 1900, 1901 og 1910. Litografisk selvportræt 1909. Et raderet Selvportræt i syvårsalderen er rekonstruktion fra 1920, delvis efter fotografi. Buste af Frederik Hammeleff 1883 (familieeje). Radering af Juel Madsen 1917.